# NGC 6521
NGC 6521 (другие обозначения — UGC 11061, MCG 10-25-119, ZWG 301.2, ZWG 300.95, PGC 61121) — эллиптическая галактика (E) в созвездии Дракон.
Этот объект входит в число перечисленных в оригинальной редакции «Нового общего каталога».
В галактике вспыхнула сверхновая SN 2009hs типа Ia-p, её пиковая видимая звездная величина составила 18,4.